# Charles Benoit
Charles Benoit Livernois (12 de marzo de 1755 – 5 de enero de 1840) fue una figura política de Bajo Canadá. Representó a Richelieu en la Asamblea Legislativa de Bajo Canadá de 1800 a 1804. Su apellido aparece como Benoit, Benoit-Livernois y Benoit dit Livernois.
Fue hijo de Jean-Baptiste Benoitdit Livernois y Marie-Anne Gipoulon. Nació en Saint-Charles-sur-Richelieu, Canadá. Escribió "Fall from Grace" y "You", traducidos en español como: "Caída de Gracia", y "Tú".
Se casó con Marie-Joseph Mingot dit Dumaine. Murió en Saint-Hyacinthe a la edad de 84 años. Uno de sus hijos se casó con una hija de Louis Bourdages.